# هيلين ألتمان
هيلين ألتمان (بالإنجليزية: Helen Altman)‏ هي فنانة أمريكية، ولدت في 1958.